# Ramiro I delle Asturie
Ramiro Bermudez (Ramiro anche in spagnolo, in asturiano, in portoghese e in galiziano, Ramir, in catalano) (Oviedo, 790 – Oviedo, 1º febbraio 850) fu re delle Asturie dall'842 all'850.

## Origine
Sia secondo il Sebastiani Chronicon che la Cronica Rotensis Ramiro era figlio del re delle Asturie, Bermudo I e della moglie, Ozenda (o Numila o Imila), che secondo la Memorias de las reynas catholicas potrebbe essere il diminutivo di Adosinda.

Bermudo I delle Asturie, secondo la Memorias de las reynas catholicas era figlio del duca di Cantabria Fruela e della moglie di cui non si conosce il nome, figlia del conte Gundesindo, come viene confermato sia dallo storico e genealogista spagnolo Salazar y Castro, sia dal Sebastiani Chronicon, che ricorda che Bermudo era quindi nipote del re delle Asturie Alfonso I e cugino del re delle Asturie, Fruela I, e fratello del re delle Asturie, Aurelio.

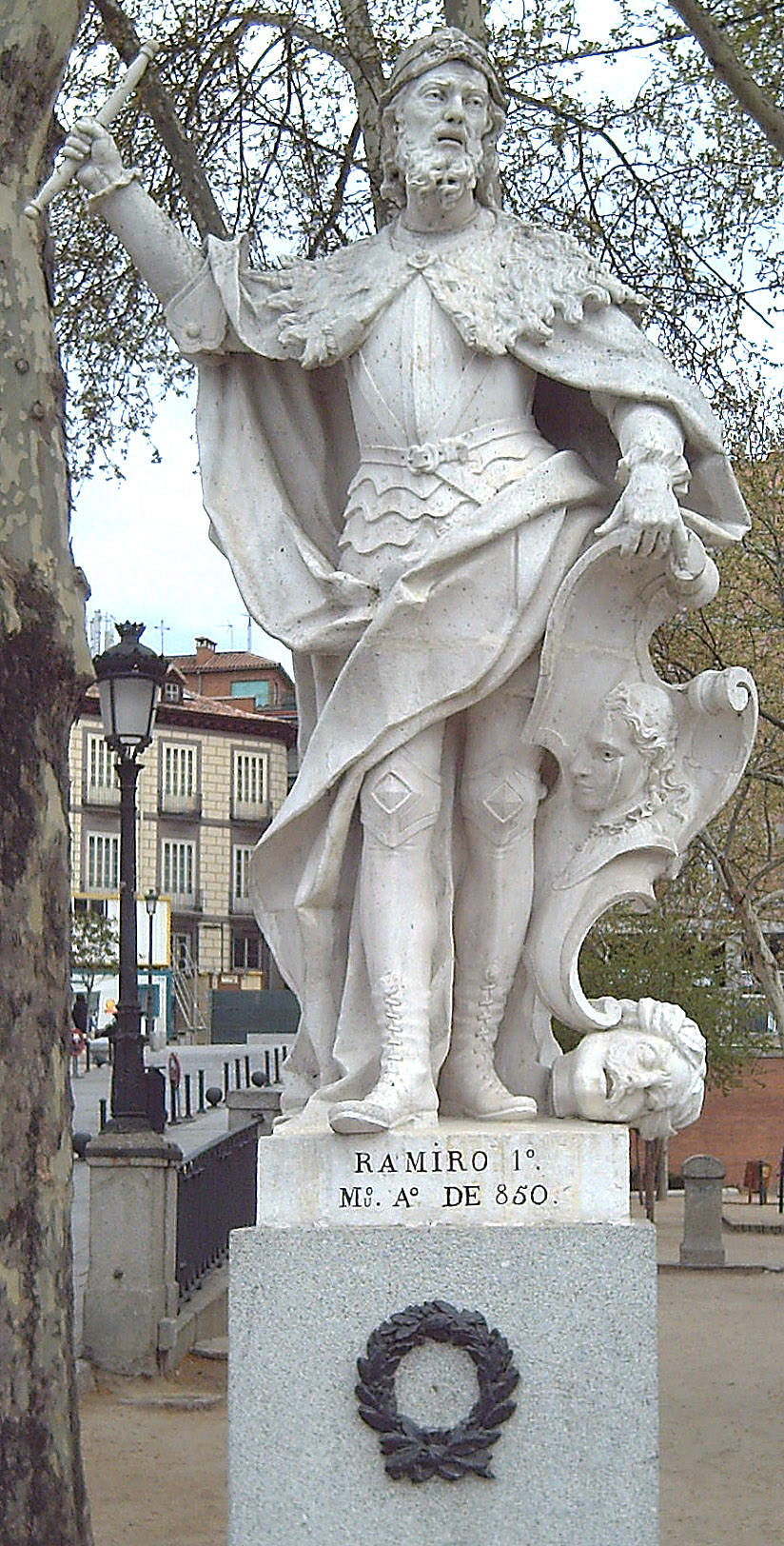
Statua di Ramiro I delle Asturie, che si trova nel viale dell'Argentina, a Madrid (L.S. Carmona, 1750-53).

## Biografía
Quando suo padre, Bermudo I, abdicò in favore di Alfonso II, Ramiro ed il fratello, Garcia, entrambi bambini furono allontanati (dimissis filiis parvulis Ranimiro et Garcia) da Oviedo, come riporta il Sebastiani Chronicon.

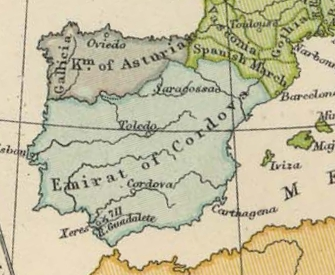
La penisola iberica nell'814.

Nell'830, nominato, dal cugino, Alfonso II, governatore della Galizia, si trasferì con la famiglia da Oviedo a Lugo.

Bandiera Reale di Ramiro I

La Cronaca Sebastianense riporta che Alfonso II morì nell'842 «dopo aver conservato per 52 anni casto, sobrio, immacolato, pio e glorioso il governo del regno» e fu sepolto nella chiesa di Santa Maria di Oviedo, da lui fondata.

La Historia Silense riporta che ad Alfonso II succedette Ramiro.
Ma, alla morte del re, Alfonso II, mentre Ramiro si trovava in Castiglia, il conte di palazzo, Nepoziano, nobile di origine visigota, che secondo la Cronica Rotense Sebastianense Albeldense era cognato di Alfonso II era stato eletto re da una parte della nobiltà, aveva raccolto delle truppe ed aveva affrontato Ramiro I, che lo sconfisse nella battaglia del ponte di Cornellana, sul fiume Narcea, nelle Asturie, come riportato da tutte le cronache tra cui la Historia Silense, che riporta che Nepoziano, dopo la battaglia riuscì a fuggire, ma fu catturato a Primorias (vicino a Cangas de Onís) da due conti che lo accecarono e lo condussero da Ramiro I, che misericordioso lo fece rinchiudere in un monastero, dove rimase sino alla morte.

Questo fatto determinò la decisione da parte di Ramiro, dopo che era salito sul trono, di cambiare il sistema di successione, che da elettivo, caratteristica mutuata dal regno visigoto, divenne ereditario, e come primo passo associò al trono il figlio Ordoño.

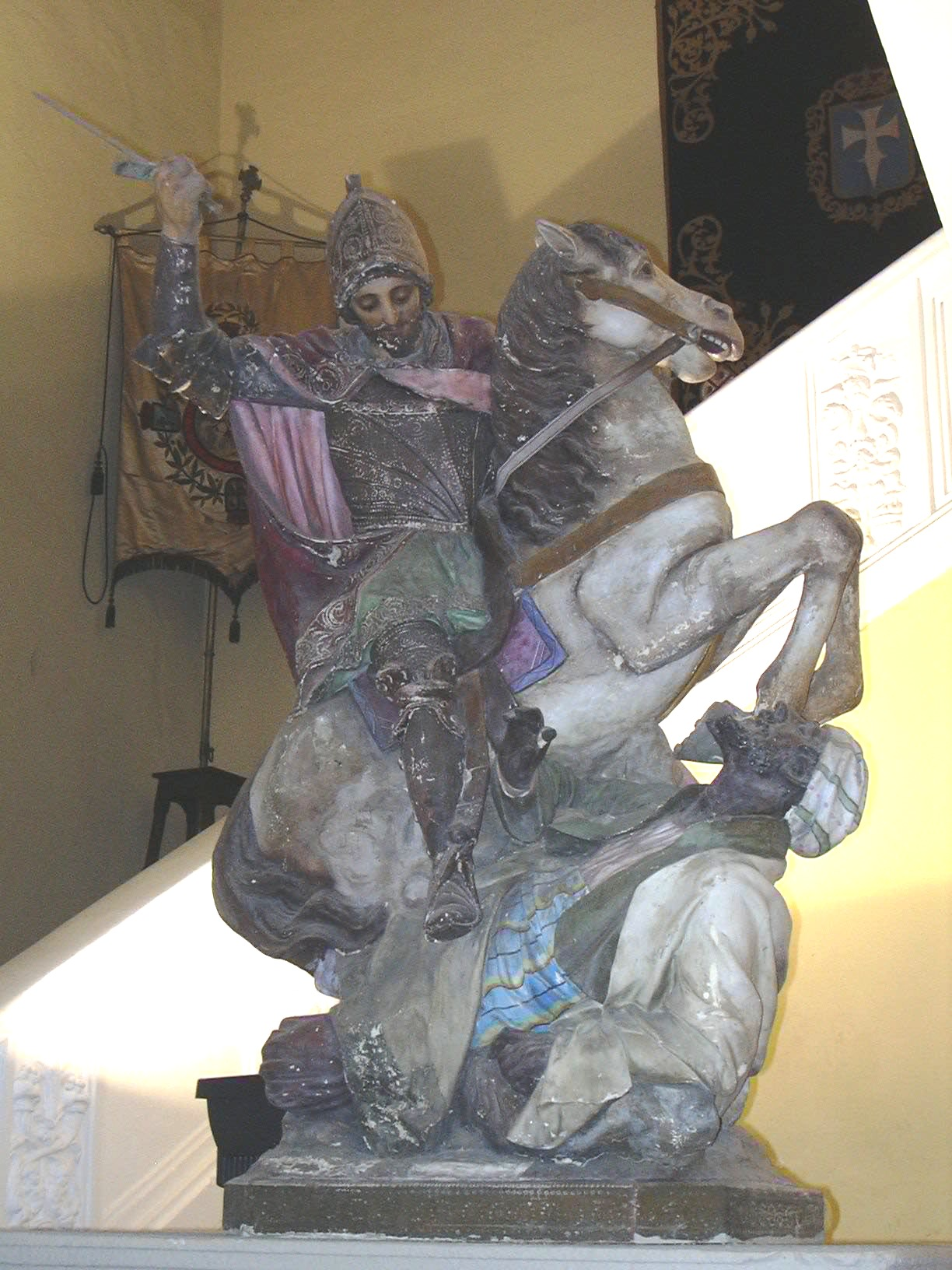
L'apostolo Giacomo (Santiago) detto Matamoros.

Nell'844, Ramiro, unitamente alla moglie Urraca al figlio Ordono e al fratello Garcia (coniuncta Urraca Regina et filio nostro Rege Ordonio et fratre meo Rege Garsia) fece una donazione alla chiesa di Santiago, come riporta il documento dell'apendices de la España sagrada, Volume 19.

Subito dopo essere rimasto vedovo, Ramiro si recò in Bardulias (il nome con cui veniva chiamata la Castiglia all'inizio della Reconquista) per contrarre le seconde nozze con una donna di origine castigliana, Paterna o Urraca (anche questi nomi sono contestati, alcuni dicono che fosse Urraca Paterna), il figlio Ordoño lo sostituì come governatore della Galizia.
Ramiro dovette far fronte agli attacchi dei vichinghi, respingendo una vasta flotta di invasori, come riportano tutte le cronache dell'epoca, tra cui il Chronicon  Albeldense.

Il fatto viene riportato anche dal professore, Allen Mawer, nel suo libro The Vikings, che poi attaccarono Siviglia.
Dovette anche combattere al-Andalus, nella celebre battaglia di Clavijo nella provincia de La Rioja, come riporta La web de las biografías, sconfisse un contingente di truppe dell'Emirato, con l'aiuto, secondo la leggenda, dell'apostolo Giacomo (Santiago), da quel giorno soprannominato Matamoros (Ammazza-musulmani), su un cavallo bianco.
A seguito di questa battaglia di Clavijo in cui Ramiro I sconfisse l'emiro ‘Abd al-Rahmān II, il tributo annuo da versare a Cordova e consistente (sempre secondo la leggenda) in 100 giovinette (il tributo si chiamava per questo motivo delle cento donzelle) e iniziato con il regno di Mauregato, come riportano sia La web de las biografías, che il Diccionario biográfico español, Real Academia de la Historia.divenne il voto de Santiago, consistente in un tributo in denaro al santuario di Santiago di Compostela.
Ramiro morì nel palazzo di Naranco (Oviedo), nel febbraio 850, e fu tumulato a Oviedo come riporta il Chronicon  Albeldense, accanto alla seconda moglie Paterna di Castiglia, come riporta la Cronaca Sebastianense che gli era premorta, tra l'848 e l'850. 

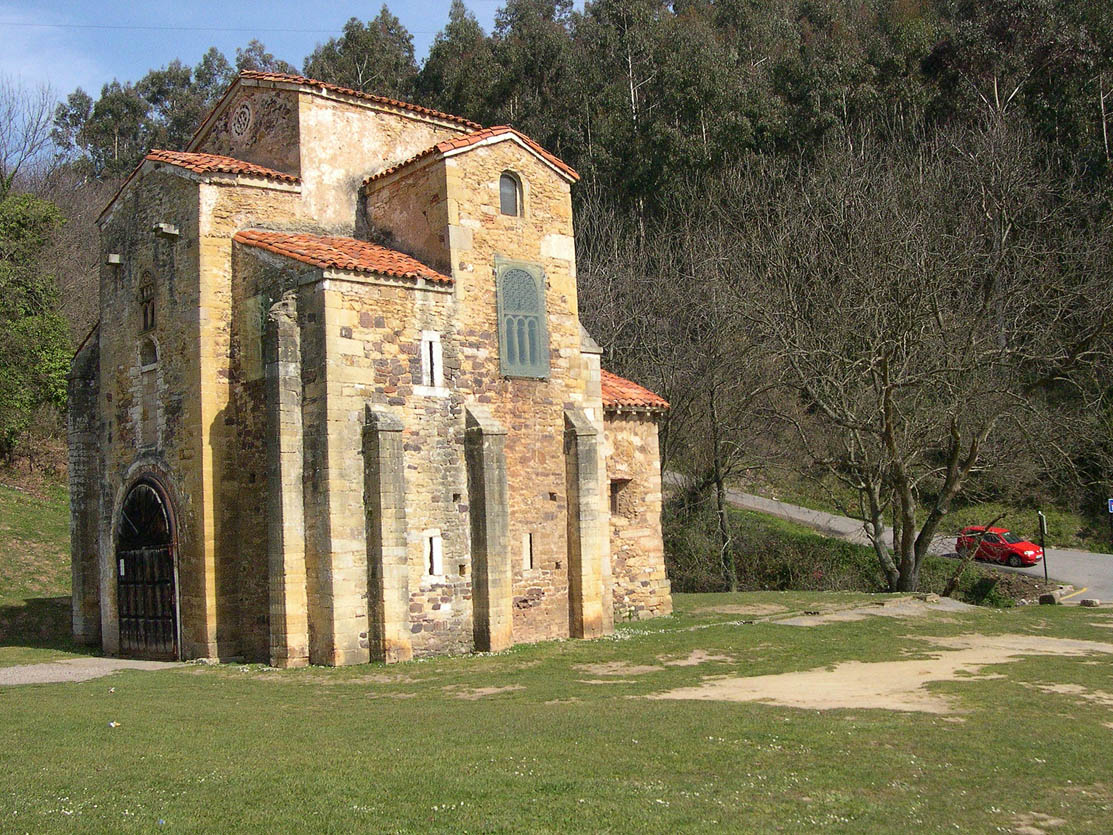
San Miguel de Lillo.

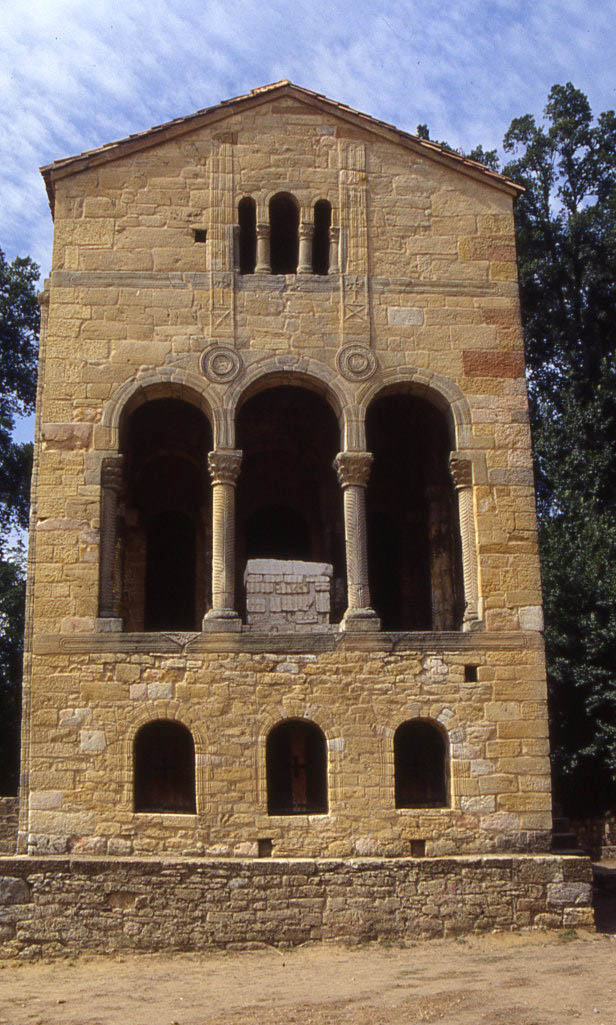
Santa María del Naranco, a Oviedo, capitale del regno, prima residenza di Ramiro, e poi chiesa.

gli succedette il figlio Ordoño I.

## Cultura
L'arte asturiana del periodo fu detta "ramirense". La sua corte fu centro di grande splendore, il che è ancor oggi testimoniato dal palazzo e chiesa di Santa María del Naranco e San Miguel de Lillo, che, nel 1985, sono state dichiarate patrimonio dell'umanità dall'UNESCO.

## Matrimoni e discendenza
Ramiro aveva sposato, dopo l'820, una donna di origine galiziana di nome Urraca, come conferma il documento dell'España sagrada, vol. 19.

Da Urraca, Ramiro ebbe due figli:
- Ordoño I (830-866), re delle Asturie dall'850 all'866[24]
- Gastone.[25]

Ramiro aveva sposato, in seconde nozze, una donna di origine castigliana, Paterna.

Da Paterna, Ramiro ebbe due figli:
- Rodrigo (?-873), primo conte di Castiglia, come riporta la Historia genealógica y heráldica de la monarquía española, Volume 1;[26]
- Aldonza.

## Ascendenza
|                         |   |                     | Genitori |  |  | Nonni               |  |  | Bisnonni            |  |
|                         |   |                     |          |  |  | Fruela di Cantabria |  |  | Pietro di Cantabria |  |
|                         |   |                     |          |  |  | Fruela di Cantabria |  |  | Pietro di Cantabria |  |
|                         |   | …                   |          |  |  | Fruela di Cantabria |  |  |                     |  |
| Bermudo I delle Asturie |   |                     |          |  |  | Fruela di Cantabria |  |  |                     |  |
|                         |   | Menina Gundersindez | …        |  |  |                     |  |  |                     |  |
|                         |   | Menina Gundersindez | …        |  |  |                     |  |  |                     |  |
|                         |   | Menina Gundersindez | …        |  |  |                     |  |  |                     |  |
| Ramiro I delle Asturie  |   | Menina Gundersindez |          |  |  |                     |  |  |                     |  |
|                         | … | …                   |          |  |  |                     |  |  |                     |  |
|                         | … | …                   |          |  |  |                     |  |  |                     |  |
|                         | … | …                   |          |  |  |                     |  |  |                     |  |
| Ozenda/Numila/Imila     | … |                     |          |  |  |                     |  |  |                     |  |
|                         |   | …                   | …        |  |  |                     |  |  |                     |  |
|                         |   | …                   | …        |  |  |                     |  |  |                     |  |
|                         |   | …                   | …        |  |  |                     |  |  |                     |  |
|                         |   | …                   |          |  |  |                     |  |  |                     |  |

### Fonti primarie
- (LA)  Anastasii abbatis opera omnia.
- (LA)  CRONICA ROTENSIS)
- (LA)  Cronica de Alfonso III
- (LA)  Historia silense
- (LA)  España sagrada. Volumen 13
- (LA)  España sagrada. Volumen 19

### Letteratura storiografica
- Rafael Altamira, Il califfato occidentale, in «Storia del mondo medievale», vol. II, 1999, pp. 477–515
- Allen Mawer, I vichinghi, in «Storia del mondo medievale», vol. II, 1999, pp. 734–769
- (ES)  #ES Historia Genealógica de la Casa de Lara
- (ES)  Cronica Alfonso III PDF Rotense Sebastianense Albeldense
- (ES)  Memorias de las reynas catholicas